# Il tesoro (film 2015)
Il tesoro (Comoara) è un film del 2015 diretto da Corneliu Porumboiu.

## Trama
Costi vive a Bucarest con sua moglie e suo figlio Alin. Un giorno il suo vicino Adrian, martoriato dai debiti, gli chiede un prestito di 800 euro. Costi dapprima esita a prestarglieli poiché neanch'egli gode di una situazione economica agiata, ma Adrian gli svela che suo nonno tempo prima avrebbe seppellito un tesoro nel giardino della sua casa natale in un villaggio a 2 ore da Bucarest. Costi dunque decide di aiutarlo e i due, accordatisi di dividere il ricavato, ingaggiano Cornelius, un esperto nel rilevare metalli tramite metal detector.
Il weekend successivo i tre si recano quindi al villaggio di Adrian e, dopo una giornata di ricerche, trovano un vecchio forziere contenente azioni finanziarie della Mercedes risalenti agli anni '60 del valore di 15 milioni di euro. 
Tornati a Bucarest, Costi mostra il ritrovamento alla sua famiglia, ma suo figlio Alin, non vedendo gioielli o diamanti, rimane deluso dal tesoro scovato da suo padre.
Il giorno dopo Costi e Adrian si recano in banca per vendere parte delle azioni e, con i soldi guadagnati, Costi si reca in una gioielleria comprando dell'oro della cifra di 2 milioni di euro. In seguito si reca al parco dove suo figlio gioca con i suoi coetanei e, una volta attratta la loro attenzione mostrando loro i gioielli del tesoro scoperto, lascia infine che i bambini si portino a casa parte di esso.

## Accoglienza
Il film ha ricevuto un punteggio di 85 su 100 su Metacritic e un punteggio di 6.7 su 10 su Imdb.

## Riconoscimenti
- 2015 - Festival di Cannes
  - Prix un certain talent sezione Un Certain Regard